# Mocomoco (Huarina)
Mocomoco (auch: Moco Moco) ist eine Ortschaft im Departamento La Paz im Hochland des südamerikanischen Anden-Staates Bolivien.

## Lage im Nahraum
Mocomoco ist viertgrößte Ortschaft des Municipios Huarina in der Provinz Omasuyos. Die Ortschaft liegt in einer Höhe von 3845 m direkt am Seeufer im südöstlichen Abschnitt des Titicacasees zwischen den Ortschaften Huarina und Huatajata.

## Geographie
Das Klima im Raum Mocomoco leitet sich ab aus der Höhenlage auf dem Altiplano und der Nähe zur großen Wasserfläche des Titicacasees, der die Temperaturschwankungen abmildert.
Die Jahresdurchschnittstemperatur liegt bei 11 °C (siehe Klimadiagramm Achacachi), wobei der Monatsdurchschnitt im kältesten Monat (Juli) mit 8 °C nur wenig von den wärmsten Monat (November bis März) mit 12 °C abweicht. Das Klima ist arid von Juni bis August mit nur sporadischen Niederschlägen, und es ist humid in den Sommermonaten, vor allem von Dezember bis März, mit Monatsniederschlägen von teilweise mehr als 100 mm. Der Jahresniederschlag liegt bei etwa 600 mm.

## Verkehrsnetz
Mocomoco liegt in einer Entfernung von 79 Straßenkilometern nordwestlich von La Paz, der Hauptstadt des gleichnamigen Departamentos.
Von La Paz führt die asphaltierte Nationalstraße Ruta 2 über El Alto in nordwestlicher Richtung 70 Kilometer bis Huarina, von dort weiter entlang des Ufers des Titicacasees über Mocomoco nach Huatajata und Chua Cocani und weiter nach Copacabana und Khasani.

## Bevölkerung
Die Einwohnerzahl von Mocomoco ist in den vergangenen beiden Jahrzehnten geringfügig zurückgegangen:
| Jahr | Einwohner | Quelle       |
| ---- | --------- | ------------ |
| 1992 | 296       | Volkszählung |
| 2001 | 283       | Volkszählung |
| 2012 | 270       | Volkszählung |
| 2024 |           | Volkszählung |

Die Region weist einen hohen Anteil an Aymara-Bevölkerung auf, im Municipio Achacachi – zu dem die Region Huarina bis August 2010 gehört hat – sprechen 94,1 Prozent der Bevölkerung Aymara.